# Система нумерованных автомагистралей США
Система нумерованных автомагистралей США (также часто называется автомагистрали США и шоссе США) — национальная сеть автомагистралей и шоссе в Соединённых Штатах Америки, которым присвоен номер согласно правилам системы. Поскольку обозначение и нумерация системы были согласованы всеми штатами, систему также часто называют федеральными автомагистралями, однако, с момента создания в 1926 году, содержание и ремонт автомагистралей всегда производилось властями штата и местными властями.
Маршруты и номера автомагистрали координируются Американской ассоциацией служащих государственных автодорог и транспорта (AASHTO). Единственный представитель государства в ассоциации от министерства транспорта не имеет права голоса. Как правило, дороги с севера на юг получают нечётные номера, а нумерация начинается с восточной части континента. Аналогично, шоссе с востока на запад, как правило, имеют чётные номера, нумерация начинается с севера. Главные маршруты с севера на юг имеют номер, оканчивающийся на 1, а номера главных магистралей с востока на запад оканчиваются 0. Автомагистрали с трёхзначным номером, как правило, дублируют или проходят рядом с автомагистралями с одно- и двузначными номерами. В некоторых местах автомагистрали могут разветвляться, однако большинство разветвлений было устранено путём добавления специальных знаков альтернативной, бизнес- или объездной дороги.
До появления знаков автомагистрали США, основными обозначениями на дороге занимались различные ассоциации автомобильных дорог. В 1925 году начал работать Объединённый совет по автомагистралям между штатами при AASHTO, призванный создать национальную нумерацию дорог для рационализации дорожной сети. В ноябре 1925 года министерство сельского хозяйства США одобрило финальный отчёт организации, а через год, в ноябре 1926 года было одобрено создание системы автомагистралей США. С учётом всех возражений и пожеланий, полученных за этот год, компромиссный вариант предусматривал массу разветвлений автомагистралей для того, чтобы охватить различные города. Позже AASHTO настояла на упразднении большинства разветвлений.
Расширение системы продолжалось вплоть до 1956 года, когда была создана система межштатных автомагистралей США. Построенные межштатные автомагистрали замещали старые автомагистрали США, однако, система до сих пор обеспечивает доступ ко многим объектам регионального значения, в неё продолжают входить новые дороги.

## Особенности системы
В отличие от межштатных автомагистралей, не все автомагистрали США соответствуют какому-либо минимальному стандарту и не всегда удовлетворяют требованиям, предъявляемым к автомагистралям. Например, некоторые автомагистрали по совместительству являются главными улицами городов. Новые дороги системы должны соответствовать стандартам дорожного строительства AASHTO. По состоянию на 1989 год протяжённость автомагистралей системы составляла около 253 832 км.
За исключением мостов и тоннелей, в системе практически отсутствуют платные дороги. AASHTO требует, чтобы платные дороги рассматривались как спецучастки, а также чтобы при этом сохранялось и поддерживалось бесплатное шоссе между теми же населёнными пунктами. Так, автомагистраль US 3 в Нью-Гэмпшире удовлетворяет этим требованиям и идёт параллельно платной дороге Everett Turnpike. В то же время в четырёх местах автомагистрали США используют маршрут платных дорог:
- US 51[англ.] частично проходит по платной магистрали Jane Addams Memorial Tollway в Иллинойсе. Старый маршрут теперь носит название автомагистраль Иллинойса 251.
- US 278[англ.] в Южной Каролине частично совпадает с платной автомагистралью Cross Island Parkway. Старый маршрут назван бизнес-дорогой US 278.
- US 412[англ.] использует платную дорогу Cimarron Turnpike в Оклахоме. Старый маршрут остался за US 64[англ.].
- US 412 в Оклахоме также использует платную автомагистраль Cherokee Turnpike. Старый маршрут носит название альтернативной US 412.

### Нумерация
Основные автомагистрали, имеют одно- или двухзначный номер, не считая US 101, которая также считается основной. Перед началом функционирования системы была выбрана следующая схема нумерации: маршруты с востока на запад имеют чётный номер, а с севера на юг — нечётный. Номера одно- и двузначных автомагистралей возрастают с востока на запад и с севера на юг. Магистрали, номер которых оканчивается на 0 или 1, а также US 2, считаются главными в системе, хотя значимость некоторых из них заметно снизилась в связи с изменениями системы.
Нумерация созданной в 1950-х годах системы межштатных автомагистралей намеренно, во избежание путаницы, является противоположной нумерации автомагистралей США, номера возрастают с юга на север и с запада на восток.
Автомагистрали с трёхзначным номером, как правило, являются ответвлениями от основных магистралей. Например, магистраль US 201 ответвляется от US 1 в городе Брансуик штата Мэн, после чего идёт к канадской границе. Ответвления могут иметь направление, отличающееся от основной магистрали и соединяться с ней только через другие ответвления или не пересекаться вовсе, а идти параллельно. Изначально третья цифра в номере дополнительной автомагистрали также возрастала от севера к югу и от востока к западу. Например у магистрали US 60 есть ответвления US 160 в Миссури, US 260 в Оклахоме, US 360 в Техасе, а также US 460 и US 560 в Нью-Мексико. C течением времени, по мере исчезновений, удлинений, сокращений и создания новых основных и дополнительных магистралей значение третьей цифры во многих местах потеряло свой смысл. Например, до сих пор функционируют несколько ответвлений от упразднённой дороги US 66, а US 191 проходит через весь штат, в то время как автомагистраль US 91 в основном оказалась заменённой на I-15.
Ряд автомагистралей системы не соответствуют указанным выше правилам нумерования:
- Автомагистраль US 163 находится далеко и не имеет никакого отношения к US 63[англ.][5][8].
- Автомагистраль US 57[англ.] расположена к западу от US 81[англ.] и является продолжением мексиканской федеральной автомагистрали 57[5].
- Шоссе US 400 не имеет основной автомагистрали, так как в системе отсутствуют дороги с номером 0 или 100[5].
- US 412 находится далеко и не имеет никакого отношения к US 12[5].
- US 425 находится далеко и не имеет никакого отношения к US 25[англ.][5].

Предписания AASHTO запрещают одному и тому же штату иметь дороги системы межштатных автомагистралей и системы автомагистралей США с одинаковым номером, однако и это правило оказалось нарушено: в Иллинойсе существуют дороги I-24 и US 24, а в Калифорнии до 1964 года существовали магистрали I-40 и US 40, а также I-80 и US 80. В результате переименований дорог Калифорнии в 1964 году US 40 и US 80 были упразднены.
Некоторые предлагаемые или недавно построенные межштатные автомагистрали также нарушают это правило: одна и та же дорога обозначена как I-41 и US 41 в Висконсине, I-49 и US 49 в Арканзасе, I-69 и US 69 в Техасе, I-74 и US 74 в Северной Каролине (одна и так же дорога).
Некоторые двузначные номера никогда не использовались в системе автомагистралей США. В их числе 39, 47, 86 и 88.

### Разделённые и специальные маршруты системы
Начиная с 1926 года, в системе, для равнозначного доступа к различным территориям, стали появляться разделённые автомагистрали. Так например, US 11 разделяется на восточный участок US 11E и западный US 11W в городе Бристол штата Виргиния. Дороги соединяются обратно в районе Ноксвилла в Теннесси. Иногда суффикс, указывающий положение ответвления, присваивается только одной из дорог. Некоторые дороги, как, например, US 6N в Пенсильвании никогда не соединяются обратно со вторым ответвлением. С 1934 года AASHTO предпринимает попытки упразднить разветвления и нынешняя политика ассоциации состоит в отклонении всех новых предложений разветвления и стимулирование договорённостей между департаментами автомагистралей штатов и постоянного комитета по автомагистралям об упразднении имеющихся.
Специальные маршруты, как правило маркирующиеся альтернативными или бизнес-дорогами, также находятся в подчинении Американской ассоциации служащих государственных автодорог и транспорта. Помимо специального знака, такие автомагистрали могут иметь суффикс в имени (A для альтернативных и B для бизнес-дорог).

## Первые дороги системы в 1925 году
Ниже приведён список основных трансконтинентальных магистралей в 1925 году и дороги, которые были ими заменены.

| - US 1, из города Форт-Кент (Мэн) в Майами (Флорида): ранее Атлантическая автомагистраль - US 11, из Рузес-Пойнт (Нью-Йорк), в Новый Орлеан (Луизиана) - US 21, из Кливленда (Огайо) в Джэксонвилл (Флорида) - US 31, из Макино-Сити (Мичиган) в Мобил (Алабама) - US 41, из местечка Купер-Харбор (Мичиган) в Нейплс (Флорида): ранее автомагистраль Дикси - US 51, из города Хёрли (Висконсин) в Новый Орлеан (Луизиана) - US 61, от границы с Канадой к северу от города Гранд-Марей (Миннесота) до Нового Орелеана (Луизиана) - US 71, из Интернашенал-Фолса (Миннесота) в Батон-Руж (Луизиана): ранее автомагистраль Джефферсона - US 81, от границы с Канадой к северу от города Пембина (Северная Дакота), до Ларедо (Техас): ранее автомагистраль Меридиан - US 91, из Грейт-Фолса (Монтана) на юг Лас-Вегаса (Невада) - US 101, из Порт-Анджелеса (штат Вашингтон) в Сан-Диего (Калифорния): ранее Тихоокеанская автомагистраль | - US 2, из Хоултона (Мэн) в Боннерс-Ферри (Айдахо) - US 10, из Детройта (Мичиган) в Сиэтл (Вашингтон): ранее автомагистраль национальных парков - US 20, из Бостона (Массачусетс) в Ньюпорт (Орегон) - US 30, из Атлантик-Сити (Нью-Джерси) в город Астория (Орегон): ранее автомагистраль Линкольна - US 40, из Атлантик-Сити (Нью-Джерси) в Сан-Франциско (Калифорния): ранее автомагистраль Виктори - US 50, из города Аннаполис (Мэриленд) в Уодсуорт (Невада) - US 60, из Чикаго (Иллинойс) в Лос-Анджелес (Калифорния) - US 70, из Морхед-Сити (Северная Каролина) в Холбрук (Аризона) - US 80, из города Саванна (Джорджия) в Сан-Диего (Калифорния): ранее сухопутная автомагистраль Дикси - US 90, из Джэксонвилла (Флорида) в город Ван-Хорн (Техас): ранее Старый испанский путь |

Автомагистрали US 10, US 60 и US 90 проходили только около двух третей территории США, а US 11 и US 60 пролегали практически по диагонали. В 1926 году из-за нарушения двух принципов US 60 переименовали в US 66, дорога позже стала популярной темой в культуре США. US 101 идёт сначала на восток, а потом на юг, где заканчивается в районе города Олимпия штата Вашингтон. Западное окончание US 2 теперь находится в городе Эверетт, Вашингтон.